# Подгуркі (Нижньосілезьке воєводство)
Подгуркі (пол. Podgórki, нім. Tiefhartmannsdorf) — село в Польщі, у гміні Свежава Злоторийського повіту Нижньосілезького воєводства.
Населення — 449 осіб (2011).
У 1975-1998 роках село належало до Єленьоґурського воєводства.

## Демографія
Демографічна структура станом на 31 березня 2011 року:
|          | Загалом | Допрацездатний вік | Працездатний вік | Постпрацездатний вік |
| -------- | ------- | ------------------ | ---------------- | -------------------- |
| Чоловіки | 228     | 40                 | 162              | 26                   |
| Жінки    | 221     | 31                 | 135              | 55                   |
| Разом    | 449     | 71                 | 297              | 81                   |